# أنطوان ديستو دو تراسي
أنطوان لويس كلود ديستو، كونت دو تراسي (بالفرنسية: Antoine-Louis-Claude Destutt de Tracy) (ولد في 20 يوليوز 1745 وتوفي في 9 مارس 1836) هو أرستقراطي تنويري فرنسي وفيلسوف صاغ مصطلح «إيديولوجيا».
الفلسفة
كان ديستوت دي تراسي آخر ممثل بارز للمدرسة الحسية التي أسسها كوندياك في فرنسا بناءً على تفسير أحادي الجانب لأفكار لوك. بتوافق كامل مع وجهات نظر كابانيس المادية، دفع دي تراسي مبادئ كوندياك الحسية إلى نتائجها الضرورية القصوى. بينما كان اهتمام كابانيس موجهًا بشكل رئيسي إلى الجانب الفسيولوجي من الإنسان، كانت اهتمامات تراسي تتعلق بالجوانب "الإيديولوجية" التي تم تحديدها حديثًا، على عكس الجوانب "النفسية" للإنسانية. ذكر تراسي بصراحة أن مفهومه الأساسي للإيديولوجيا يجب أن يصنف كـ "جزء من علم الحيوان" (علم الأحياء). وتقسم حياة الوعي إلى أربع قدرات: الإدراك، والذاكرة، والحكم، والإرادة، وكلها أنواع من الإحساس. الإدراك هو الإحساس الناتج عن تأثير حاضر على النهايات الخارجية للأعصاب؛ الذاكرة هي الإحساس الناتج في غياب التحفيز الحالي بسبب ترتيبات الأعصاب الناتجة عن تجارب سابقة؛ الحكم هو إدراك العلاقات بين الأحاسيس وهو بحد ذاته نوع من الإحساس لأنه إذا كنا ندرك الأحاسيس، يجب أن ندرك أيضًا العلاقات بينها؛ والإرادة هي الشعور بالرغبة وبالتالي تُعتبر نوعًا من الإحساس.
بالنظر إلى تأثير فلسفته، يستحق دي تراسي الفضل على الأقل في تمييزه بين اللمس النشط واللمس السلبي، وهو ما ساهم في تطوير النظريات النفسية للإحساس العضلي. وتُعد رؤيته لفكرة الوجود الخارجي على أنها مستمدة ليس من الإحساس البحت، بل من تجربة الفعل من جهة والمقاومة من جهة أخرى، بالمقارنة مع أعمال ألكسندر باين وعلماء النفس اللاحقين.
]

## بيوغرافيا

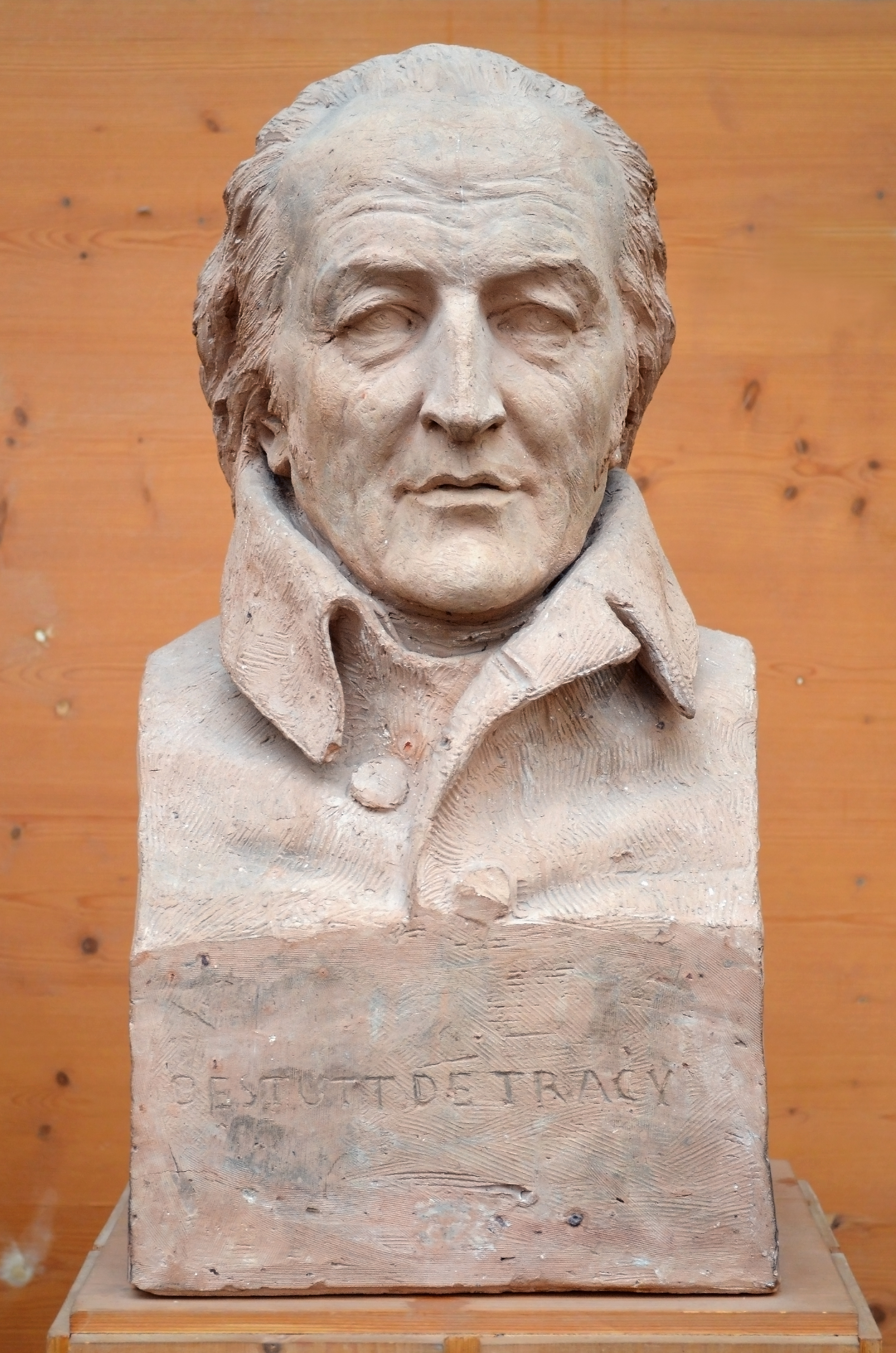
تمثال نصفي لديستو دو تراسي من قبل ديفيد دانغرز (1837).

ابن لجندي متميز، كلود ديستو، ولد في باريس، عائلته من أصل اسكتلندي. تلقى تعليمه بالبيت وفي جامعة ستراسبورغ، حيث لوحظت مهارته الرياضية. التحق بالجيش، وعندما اندلعت الثورة الفرنسية، أخذ حزبا نشيطا في مجلس مقاطعة بوربوني. انتخب كنائب نبالة الولايات العامة، وجلس جنبا إلى جنب مع صديقه ماركيس دي لافاييت. في ربيع 1792، تلقى رتبة maréchal de camp في قيادة الفرسان في جيش الشمال; لكنه ترك المنصب بعد ذلك، واستقر في أوتوي، حيث، مع كوندروسيه وكاباني، كرس نفسه للأبحاث العلمية.
تحت ظل عهد الإرهاب، تم إيقافه وسجنه لقرابة سنة، حينها كان يدرس كوندياك و لوك، وتجاهل العلوم الطبيعية للفلسفة. بناء على اقتراح كاباني، تم ترشيحه كمنتسب للمعهد في قسم الأخلاق والعلوم السياسية. بدأ بعدها بفترة قصيرة بجذب الانتباه بفعل المذكرات التي قرأها قبل زملاءه—أوراق شكلت أول مسودة لعمله الشامل على الإيديولوجيا، سماه Eléments d'idéologie. افترض على أن الإيديولوجيا هي بمثابة «علم الأفكار». احتضن مجتمع «الإيديولوجيين» في أوتوي، بجانب كاباني وتراسي، قسطنطين فرانسوا فولني، دومينيك دو غارات ‏، بروفيسور في المعهد الوطني.
تحت ظل الإمبراطورية الفرنسية الأولى، كان تراسي عضوا مجلس الشيوخ، لكنه أخذ جزءا صغيرا في مناقشاته. تحت ظل استعادة بوربون، أصبح نبيلا فرنسيا، لكنه احتج ضد الانشقاق الرجعي للحكومة، وبقي في معارضة. في عام 1808، تم انتخابه عضوا في أكاديمية اللغة الفرنسية في قصر كاباني، وفي عام 1832، ترشح كعضو لأكادمية العلوم الأخلاقية في إعادة تنظيمها. ظهر بعدها، ولكن فقط مرة في مؤتمراته، وذلك راجع لعمره ولخيبة الأمل في الفشل المقارن في عمله. كان ديستو دو تراسي واحدا من دعاة الليبرالية الرئيسيين خلال وبعد الثورة. توفي في باريس.
==انظر أيضا==، إبنه

## روابط خارجية
- أنطوان ديستو دو تراسي على موقع الموسوعة البريطانية (الإنجليزية)